# Qualificazioni al campionato europeo maschile di calcio 2016 - Gruppo H
Il Gruppo H è stato uno dei nove gironi per la determinazione delle squadre partecipanti alla fase finale del campionato europeo di calcio 2016. Il Gruppo H era composto da sei squadre: Azerbaigian, Bulgaria, Croazia, Italia, Malta e Norvegia, che si sono affrontate in un girone all'italiana con gare di andata e ritorno tra settembre 2014 ed ottobre 2015.
Tramite il Gruppo H si sono qualificate alla fase finale le nazionali di Italia e Croazia, rispettivamente prima e seconda classificata del girone. Come terza classificata, la Norvegia si qualificò agli spareggi, in cui incontrò l'Ungheria, risultando sconfitta.

## Classifica
| Squadra     | P.ti | G  | V | P | S | RF | RS | DR  |
| ----------- | ---- | -- | - | - | - | -- | -- | --- |
| Italia      | 24   | 10 | 7 | 3 | 0 | 16 | 7  | +9  |
| Croazia     | 20   | 10 | 6 | 3 | 1 | 20 | 5  | +15 |
| Norvegia    | 19   | 10 | 6 | 1 | 3 | 13 | 10 | +3  |
| Bulgaria    | 11   | 10 | 3 | 2 | 5 | 9  | 12 | -3  |
| Azerbaigian | 6    | 10 | 1 | 3 | 6 | 7  | 18 | -11 |
| Malta       | 2    | 10 | 0 | 2 | 8 | 3  | 16 | -13 |

## Risultati

### Prima giornata
| Arbitro: | Yefet |

|             |           |                          |
| Nazarov 54’ | Marcatori | 14’ Micanski 87’ Hristov |

| Arbitro: | Bezborodov |

|                         |           |  |
| Modrić 46’ Kramarić 81’ | Marcatori |  |

| Arbitro: | Mažić |

|  |           |                      |
|  | Marcatori | 16’ Zaza 62’ Bonucci |

### Seconda giornata
| Arbitro: | Mateu Lahoz |

|  |           |                    |
|  | Marcatori | 36’ (aut.) Bodurov |

| Arbitro: | Göçek |

|                    |           |                      |
| Chiellini 44’, 82’ | Marcatori | 76’ (aut.) Chiellini |

| Arbitro: | Gautier |

|  |           |                         |
|  | Marcatori | 22’ Dæhli 26’, 49’ King |

### Terza giornata
| Arbitro: | Studer |

|                                                                                   |           |  |
| Kramarić 11’ Perišić 34’, 45’ Brozović 45+1’ Modrić 56’ (rig.) Sadıqov 61’ (aut.) | Marcatori |  |

| Arbitro: | Hațegan |

|  |           |           |
|  | Marcatori | 24’ Pellè |

| Arbitro: | Benquerença |

|                                |           |             |
| T. Elyounoussi 13’ Nielsen 72’ | Marcatori | 43’ Bodurov |

### Quarta giornata
| Arbitro: | Aranovskiy |

|  |           |               |
|  | Marcatori | 25’ Nordtveit |

| Arbitro: | Strömbergsson |

|              |           |                   |
| Gălăbinov 6’ | Marcatori | 49’ (rig.) Failla |

| Arbitro: | Kuipers |

|              |           |             |
| Candreva 11’ | Marcatori | 15’ Perišić |

### Quinta giornata
| Arbitro: | Özkahya |

|                           |           |  |
| Hüseynov 4’ Nazarov 90+2’ | Marcatori |  |

| Arbitro: | Carballo |

|                                                                  |           |            |
| Brozović 30’ Perišić 53’ Olić 65’ Schildenfeld 87’ Pranjić 90+4’ | Marcatori | 80’ Tettey |

| Arbitro: | Skomina |

|                        |           |                          |
| Popov 11’ Micanski 17’ | Marcatori | 4’ (aut.) Minev 84’ Éder |

### Sesta giornata
| Arbitro: | Atkinson |

|               |           |                     |
| Mandžukić 11’ | Marcatori | 36’ (rig.) Candreva |

| Arbitro: | Stavrev |

|  |           |           |
|  | Marcatori | 56’ Popov |

| Oslo 12 giugno 2015, ore 20:45 CEST | Norvegia | 0 – 0 referto | Azerbaigian | Ullevaal Stadion (21 228 spett.)\| Arbitro: \| Gil \| |
| Arbitro:                            | Gil      |               |             |                                                       |

### Settima giornata
| Baku 3 settembre 2015, ore 21:00 UTC+4 | Azerbaigian | 0 – 0 referto | Croazia | 8 km stadionu (8 000 spett.)\| Arbitro: \| Buquet \| |
| Arbitro:                               | Buquet      |               |         |                                                      |

| Arbitro: | Nijhuis |

|  |           |            |
|  | Marcatori | 57’ Forren |

| Arbitro: | Kružliak |

|           |           |  |
| Pellè 69’ | Marcatori |  |

### Ottava giornata
| Arbitro: | Lechner |

|                        |           |                      |
| Mifsud 55’ Effiong 71’ | Marcatori | 36’, 80’ Amirquliyev |

| Arbitro: | Kassai |

|                               |           |  |
| Berget 51’ Ćorluka 69’ (aut.) | Marcatori |  |

| Arbitro: | Karasëv |

|                    |           |  |
| De Rossi 6’ (rig.) | Marcatori |  |

### Nona giornata
| Arbitro: | Collum |

|             |           |                                      |
| Nazarov 31’ | Marcatori | 11’ Éder 43’ El Shaarawy 65’ Darmian |

| Arbitro: | Hunter |

|                          |           |  |
| Tettey 19’ Søderlund 52’ | Marcatori |  |

| Arbitro: | Dias |

|                                    |           |  |
| Perišić 2’ Rakitić 42’ Kalinić 81’ | Marcatori |  |

### Decima giornata
| Arbitro: | Bognar |

|                              |           |  |
| Aleksandrov 20’ Rangelov 56’ | Marcatori |  |

| Arbitro: | Brych |

|                        |           |            |
| Florenzi 73’ Pellè 82’ | Marcatori | 23’ Tettey |

| Arbitro: | Marriner |

|  |           |             |
|  | Marcatori | 25’ Perišić |

## Classifica marcatori
6 gol
- Ivan Perišić

3 gol
- Dima Nazarov
- Graziano Pellè
- Alexander Tettey

2 gol
- Rahid Amirquliyev
- Ilijan Micanski
- Ivelin Popov
- Marcelo Brozović
- Andrej Kramarić
- Luka Modrić
- Antonio Candreva
- Giorgio Chiellini
- Éder Citadin Martins
- Joshua King

1 gol
- Cavid Hüseynov
- Mihail Aleksandrov
- Nikolaj Bodurov
- Andrej Gălăbinov
- Vencislav Hristov
- Dimităr Rangelov
- Nikola Kalinić
- Mario Mandžukić
- Ivica Olić
- Danijel Pranjić
- Ivan Rakitić
- Gordon Schildenfeld
- Leonardo Bonucci
- Matteo Darmian
- Daniele De Rossi
- Stephan El Shaarawy
- Alessandro Florenzi
- Simone Zaza
- Alfred Effiong
- Clayton Failla
- Michael Mifsud
- Jo Inge Berget
- Tarik Elyounoussi
- Vegard Forren
- Mats Møller Dæhli
- Håvard Nielsen
- Håvard Nordtveit
- Alexander Søderlund

1 autogol
- Rəşad Fərhad Sadıqov (pro  Croazia)
- Nikolaj Bodurov (pro  Croazia)
- Jordan Minev (pro  Italia)
- Vedran Ćorluka (pro  Norvegia)
- Giorgio Chiellini (pro  Azerbaigian)